# Ácido cafeico
El ácido cafeico es un compuesto orgánico que es clasificado como un ácido hidroxicinámico. Este sólido amarillo contiene grupos funcionales fenólico y acrílico. Se encuentra en todas las plantas debido a que es un intermediario clave en la biosíntesis de la lignina, una de las principales formas de biomasa.

## Ocurrencia y función biológica
El ácido cafeico puede encontrarse en la corteza de Eucalyptus globulus. Puede encontrarse también en el helecho de agua dulce Salvinia molesta o en el hongo Phellinus linteus.

### Presencia en alimentos
El ácido cafeico es uno de los principales fenoles naturales en el aceite de Argán.

## Metabolismo

### Biosíntesis
El ácido cafeico es biosintetizado mediante la hidroxilación del cumaroil éster del éster quínico. Esta hidroxilación produce el ester cafeico del ácido shikímico, el cual se convierte a ácido clorogénico. Es el precursor del ácido ferúlico, alcohol coniferílico, y alcohol sinapílico, todos ellos pilares significativos en la lignina. La transformación a ácido ferúlico es catalizada por la enzima ácido cafeico-O-metiltransferasa.
El ácido cafeico y su derivado fenetil éster del ácido cafeico (CAPE) son producidos en muchos tipos de plantas.

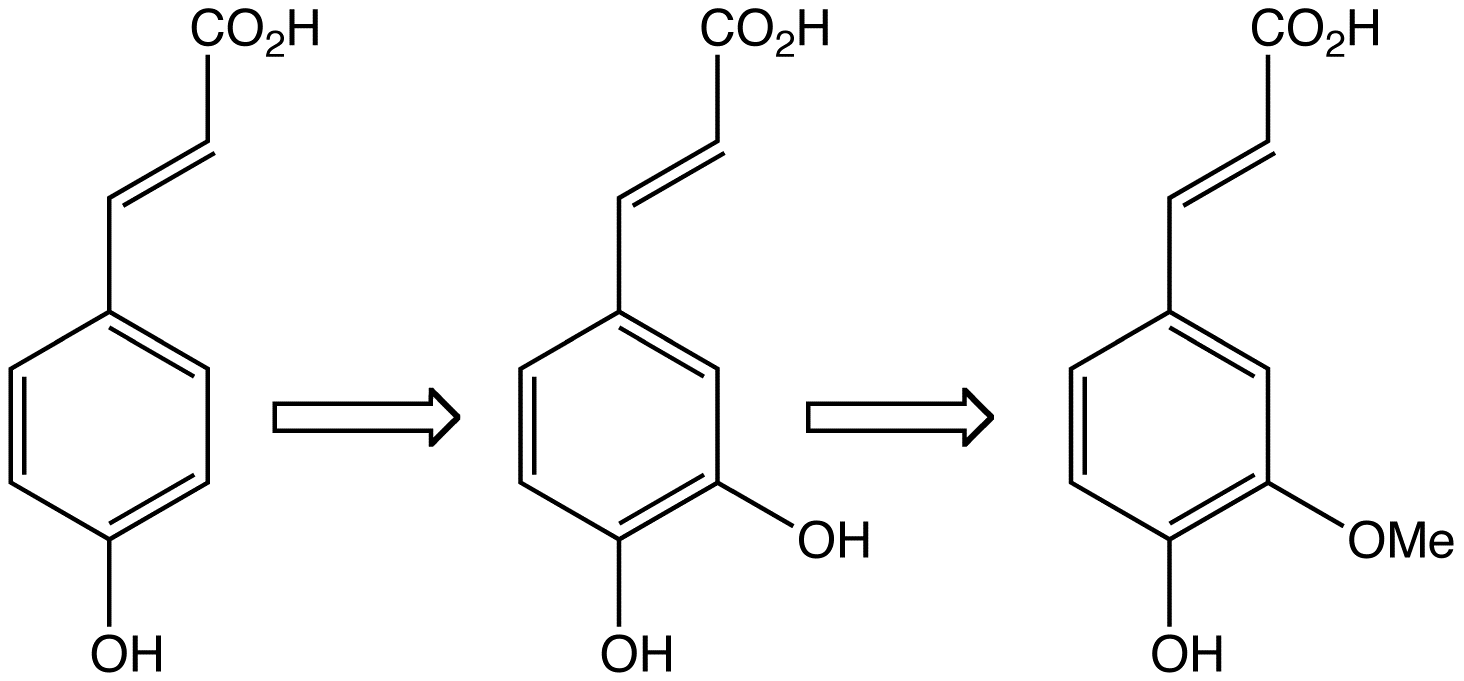
En las plantas, el ácido cafeico (centro) es formado a partir del ácido 4-hidroxicinámico (izquierda) y es transformado a ácido ferúlico.

La dihidroxifenilalanina amoníaco-liasa es una enzima que usa L-3,4 dihidroxifenilalanina (L-dopa) para producir trans-cafeato y NH3.

### Biotransformación
La cafeato O-metiltransferasa es una enzima responsable de la transformación del ácido cafeico en ácido ferúlico.

### Biodegradación
La cafeato 3,4-dioxigenasa es una enzima que utiliza el ácido cafeico y oxígeno para producir 3-(2-carboxietenil)-cis,cis-muconato.

## Glucósidos
El ácido 3-O-cafeoilshikímico (ácido dactilífrico) y sus isómeros, son sustratos de dorado enzimático encontrados en dátiles (frutas Phoenix dactylifera).

## Farmacología
El ácido cafeico tiene una variedad de efectos farmacológicos potenciales en estudios in vitro y en modelos animales, pero no han sido demostrados efectos clínicos en humanos.
Es un antioxidante in vitro y también in vivo. También muestra actividad inmunomodulatoria y antiinflamatoria. El ácido cafeico superó a los otros antioxidantes, reduciendo la producción de aflatoxinas en más del 95 por ciento. Los estudios son los primeros en mostrar que el estrés oxidativo que de otra manera habría provocado o mejorado la producción de aflatoxinas del Aspergillus flavus, puede ser obstaculizado por el ácido cafeico. Esto abre la puerta para utilizar métodos fungicidas naturales mediante el suplemento de árboles con antioxidantes.
Estudios de la carcinogenicidad del ácido cafeico tienes resultados mixtos. Algunos estudios han mostrado que inhibe la carcinogénesis, y otros experimentos muestran efectos carcinogénicos. La administración oral de altas dosis de ácido cafeico en ratas ha causado papilomas estomacales. En el mismo estudio, altas dosis de antioxidantes combinados, incluyendo al ácido cafeico, mostraron una disminución significativa en el crecimiento de tumores del colon en esas mismas ratas. Ningún efecto significativo fue notado aparte de eso. El ácido cafeico está listado en algunas Hojas de Datos de Riesgo como carcinógenos potenciales, tal como ha sido listado por la Agencia Internacional de Investigación del Cáncer (IARC) como carcinógeno del Grupo 2B, "posiblemente carcinógeno para los humanos". Datos más recientes muestran que las bacterias en los intestinos de ratas pueden alterar la formación de metabolitos del ácido cafeico. No ha habido efectos nocivos conocidos del ácido cafeico en humanos.

## Otros usos
El ácido cafeico puede ser el ingrediente activo en el cafenol, un revelador fotográfico blanco y negro casero hecho a partir de café instantáneo. La química del revelado es similar a la del catecol o el pirogallol.
Es utilizado también como una matriz en análisis de espectrometría de masas MALDI-TOF.